# Понтелатоне
Понтелатоне (итал. Pontelatone) — коммуна в Италии, располагается в регионе Кампания, в провинции Казерта.
Население составляет 1881 человек, плотность населения составляет 63 чел./км². Занимает площадь 30 км². Почтовый индекс — 81050. Телефонный код — 0823.
Покровительницей коммуны почитается Пресвятая Богородица (Maria santissima dell'Orazione), празднование с 22 по 24 августа. 